# Каскейдс (Вірджинія)
Каскейдс (англ. Cascades) — переписна місцевість (CDP) в США, в окрузі Лаудун штату Вірджинія. Населення — 12 366 осіб (2020).

## Географія
Каскейдс розташований за координатами 39°2′51″ пн. ш. 77°23′13″ зх. д. / 39.04750° пн. ш. 77.38694° зх. д. (39.047538, -77.386847).  За даними Бюро перепису населення США в 2010 році переписна місцевість мала площу 9,71 км², з яких 9,55 км² — суходіл та 0,16 км² — водойми.

## Демографія
Згідно з переписом 2010 року, у переписній місцевості мешкало 11 912 осіб у 4356 домогосподарствах у складі 3146 родин. Густота населення становила 1227 осіб/км².  Було 4495 помешкань (463/км²).
Расовий склад населення:
| - 72,6 % — білих - 13,9 % — азіатів - 6,0 % — чорних або афроамериканців - 0,2 % — корінних американців - 0,1 % — вихідців з тихоокеанських островів - 2,3 % — осіб інших рас |

До двох чи більше рас належало 4,8 %. Частка іспаномовних становила 8,3 % від усіх жителів.
За віковим діапазоном населення розподілялося таким чином: 28,7 % — особи молодші 18 років, 62,1 % — особи у віці 18—64 років, 9,2 % — особи у віці 65 років та старші. Медіана віку мешканця становила 37,3 року. На 100 осіб жіночої статі у переписній місцевості припадало 94,3 чоловіків;  на 100 жінок у віці від 18 років та старших — 90,9 чоловіків також старших 18 років.
Середній дохід на одне домашнє господарство  становив 152 701 долар США (медіана — 141 578), а середній дохід на одну сім'ю — 169 981 долар (медіана — 159 704). Медіана доходів становила 104 043 долари для чоловіків та 75 417 доларів для жінок. За межею бідності перебувало 3,6 % осіб, у тому числі 0,8 % дітей у віці до 18 років та 3,0 % осіб у віці 65 років та старших.
Цивільне працевлаштоване населення становило 6698 осіб. Основні галузі зайнятості: науковці, спеціалісти, менеджери — 32,3 %, освіта, охорона здоров'я та соціальна допомога — 14,1 %, публічна адміністрація — 10,4 %, фінанси, страхування та нерухомість — 10,0 %.